# Харьковское восстание (1905)
Харьковское декабрьское восстание (укр. Харківське збройне повстання 1905 року) — одно из событий Первой русской революции, происходившее в декабре 1905 года в Харькове.

## Ход событий
План восстания, намеченного на 12 декабря 1905 года, разрабатывался местным большевистским подпольем во главе с товарищем Артёмом — Фёдором Сергеевым.
Узнав об их планах, местные власти решили опередить их. 
Массовые аресты предполагаемых организаторов восстания прошли ночью с 10 на 11 и с 11 на 12 декабря.
В 5 часов утра 12 декабря завод сельскохозяйственных машин Гельферих-Саде, с которого восстание должно было начаться и где находились рабочие дружины, был оцеплен полицией и верными правительству войсками. Взять с ходу завод им не удалось.
Тогда завод Гельферих-Саде подвергся артиллерийскому обстрелу.
На помощь блокированным на заводе рабочим дружинам пришла колонна рабочих паровозостроительного завода и Курско-Харьково-Азовской железной дороги общей численностью около трёх тысяч человек во главе с большевиком Матвеем Мурановым.
Деблокировать завод им не удалось, так как правительственные войска, открыв огонь из артиллерии и стрелкового оружия, рассеяли колонну. Одновременно рабочие Харьковских железнодорожных мастерских на Балашовке предприняли попытку поднять восстание, однако и она была успешно подавлена.
После разгрома основных очагов восстания по Харькову прошла волна арестов активистов РСДРП(б).
25 декабря 1905 года верные правительству войска окружили распропагандированный большевиками и эсерами Тамбовский пехотный полк, который, по имеющимся данным, собирался поддержать восставших, и разоружил его.
По официальным данным, в результате боёв в Харькове погибло 14 и получили ранения ещё 96 человек.
По неофициальным данным, было убито и ранено около 200 человек.

## Память
- Городская Конная площадь в Харькове, где и происходило в основном восстание, с 1919 по 2016 год называлась Площадью восстания. В 2016 году площадь была декоммунизирована.
- станция метро «Площадь Восстания» в Харьковском метрополитене (также декоммунизирована в 2016 году.)